# The Neighbourhood
The Neighbourhood (včasih zapisano THE NBHD) je ameriška rock skupina, ki je nastala v kraju Newbury Park, Kalifornija leta 2011. Skupino sestavljajo vokalist Jesse Rutherford, kitarista Jeremy Freedman in Zach Abels, basist Mikey Margott ter bobnar Brandon Alexander Fried.
Po tem, ko so izdali tri EP-je, I'm Sorry..., The Love Collection in Thank You, so 23. aprila 2013 izdali svoj prvi pravi album, I Love You. Novembra 2014 so izdali promo #000000 & #FFFFFF. Njihov drugi album, Wiped Out!, je izšel oktobra 2015. Izdali so še dva EP-ja, Hard EP septembra 2017 in To Imagine januarja 2018.

## Diskografija

### Studijski albumi
- I Love You. (2013)
- Wiped Out! (2015)
- The Neighbourhood (2018)
- Chip Chrome & the Mono-Tones (2020)

### Albumi v živo
- I'm Sorry... (2012)
- Thank You, (2012
- Spotify Sessions (2013)
- The Love Collection (2013)
- Hard (2017)
- To Imagine (2018)
- Hard to Imagine (2018)
- Ever Changing (2018)

### Singli
- "Female Robbery" (2012)
- "Sweater Weather" (2012)
- "Let It Go" (2013)
- "Afraid" (2013)
- "R.I.P. 2 My Youth" (2015)
- "Scary Love" (2017)
- "Livin' in a Dream" (2018)
- "Middle of Somewhere" (2019)
- "Yellow Box" (2019)
- "Cherry Flavoured" (2020)
- "Lost in Translation" (2020)

### Videospoti
- "Female Robbery" (2012)
- "Let It Go" (2012)
- "A Little Death" (2012)
- "Sweater Weather" (2013)
- "Afraid" (2013)
- "Lurk" (2014)
- "#icanteven" (2015)
- "Dangerous" (2015)
- "Warm" (2015)
- "R.I.P. 2 My Youth" (2015)
- "Daddy Issues" (2016)
- "Hard to Imagine" (2018)
- "Scary Love" (2018)
- "Middle of Somewhere"	(2019)